# Kathy Sheehy
Kathy "Gubba" Sheehy (Moraga, 26 de abril de 1970) é uma jogadora de polo aquático estadunidense, medalhista olímpica.

## Carreira
Kathy Sheehy fez parte do elenco medalha de prata em Sydney 2000.